# Финляндия на «Евровидении-1979»
Финляндия участвовала в конкурсе песни Евровидение 1979 в Иерусалиме, Израиль, представив эстрадную певицу Катри Хелену, избранную посредством национального отборочного конкурса.

## Национальный финал
В Финальном конкурсе национального отбора приняло участие шесть исполнителей. Конкурс состоялся в здании Kulttuuritalo в Хельсинки, а жюри состояло из 30 человек.
| Порядок | Исполнитель         | Песня                              | Баллы | Место |
| ------- | ------------------- | ---------------------------------- | ----- | ----- |
| 1       | Seidat              | «Hei, tännepäin»                   | 78    | 6     |
| 2       | Markku Aro          | «Sano Susanne»                     | 94    | 5     |
| 3       | Yvonne Gräsbeck     | «Hyvästi ystäväain»                | 113   | 2     |
| 4       | Катри Хелена        | «Katson sineen taivaan»            | 140   | 1     |
| 5       | Кирка, Anna & Muska | «Aikuiset anteeksi antaa»          | 95    | 4     |
| 6       | Pepe Willberg       | «Päivä tuskin päättyis kauniimmin» | 110   | 3     |

## На конкурсе
Песня «Katson sineen taivaan» финской исполнительницы Катри Хелены набрала 38 баллов (8 баллов - от Швейцарии) и заняла 14 место (из 19). Высшие 12 баллов от Финляндии получил исполнитель из Израиля.